# Louis Armand I. de Bourbon, prince de Conti

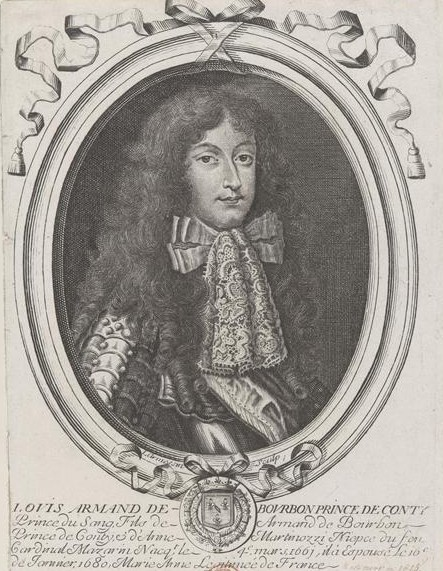
Louis Armand I., prince de Conti

Louis Armand I. de Bourbon, prince de Conti (* 4. April 1661 in Paris; † 9. November 1685 in Fontainebleau) war ein französischer Adeliger und ab 1666 Fürst von Conti.

## Leben
Louis Armand I. de Bourbon kam als Sohn Armand de Bourbons und dessen Frau Anna Maria Martinozzi zur Welt. 1680 heiratete er Marie Anne de Bourbon, genannt Mademoiselle de Blois, eine legitimierte Tochter Ludwigs XIV. und der Louise de La Vallière. Es war die erste Verbindung eines Prinzen von Geblüt mit einem „Bastard“ des Königs.
Er kämpfte verdienstvoll in Flandern 1683 beim Krieg des Königs gegen Holland, danach auf Seiten der Österreicher beim Sieg gegen die Türken bei Gran. Wegen seiner Kritik am König und dessen Verhältnis zur Marquise de Montespan in Briefen an seinem Bruder wurde er für kurze Zeit vom Hof verbannt.
Nach einem ausschweifenden Leben starb er kinderlos an den Pocken. Als Fürst von Conti folgte ihm sein Bruder François Louis de Bourbon.